# Cine-Theatro Oriente
O Cine-Theatro Oriente ou também conhecido como Cine Oriente é um antigo cinema de rua do Rio de Janeiro localizado em Olaria, sendo um das primeira salas de cinema na Zona da Leopoldina carioca.

## Características e Localização
A estrutura do prédio é caracterizada como eclética, mesclando a simetria e racionalidade do neoclassismo, art nouveau dos ornamentos inspirados na natureza (plantas, animais, flores), com o gradil podendo ser associado também com o Beaux Arts. O interior de suas dependências, contava com: Palco, galerias, corredores e salões de espera.
Sua localização se encontrava na antiga Rua Senador Antonio Carlos n. 355, atual R. Dr. Alfredo Barcelos, 705. Com sua proximidade da famosa Leopoldina Railway, viria a compor os cinemas de estação, considerados importantes espaços de socialização para os bairros do subúrbio carioca separados pela linha de trem, reunindo em seu equipamento cultural moradores dos dois lados.

## História
A sala foi inaugurada em 16 de setembro de 1920. Na época de sua inauguração, existiam cerca de 70 salas em funcionamento na cidade do Rio. Foi aberto poucos anos após uma crise no ramo, gerada pela Primeira Guerra Mundial, que ocasionou a falta de distribuição de filmes europeus  e consequente falência de muitos cinemas pioneiros no centro e subúrbio  que dependiam do aluguel das películas europeias.
Assim como seus contemporâneos, utilizou a estratégia de dividir o espaço do cinema com o teatro, inaugurando seu palco no dia 16 de janeiro de 1923 com a apresentação do artista De Chocolat. Nos subúrbios, esse ambiente para apresentação foi o último vigor para grupos amadores. Foi o caso da Companhia Alvaro Peres que apresentava teatro de revista, operetas e burleta, tendo iniciando sua carreira no Cine-Theatro em 1923 e posteriormente rodando outros cinemas do subúrbio. Após o sucesso, a companhia amadora retorna para realizar um festival em 17 dezembro de 1924 com apresentação da comédia Pés Pelas Mãos, apresentada anteriormente no Teatro Trianon. Posteriormente, no dia 19 deste mesmo mês e ano, foi realizado outro festival de teatro amador. Onde além da encenação da opereta O Tio Coronel, realizada pelo grupo J. Jacarandá, foi feita apresentado o filme Lobos do Mar.
Além de Cinema e Teatro, este que era nos anos 20 o principal polo de cultura do bairro, realizava também festejos musicais, como o realizado em 15 de dezembro de 1926 pelo Orfeão Português, sendo precedido pela exibição de um filme. Também utilizava-se sua estrutura para implementar festejos carnavalescos na rua onde se localizava. No carnaval de janeiro em 1921 a Banda Sinfônica do CBMERJ, tocou em um coreto montado na entrada do cinema. Neste evento também foi realizado um desfile em que uma comissão julgadora premiava os melhores ranchos, blocos, avulsos, etc. Em fevereiro de 1928, também se tem registro da utilização do cinema como base de uma festa carnavalesca realizado pelo Centro de Cronistas Carnavalescos. Onde os ranchos localizados na região Leopoldina desfilaram disputando o título de campeão.
Era conhecido também por participar de ações de democratização e acesso ao cinema, realizando sessões com entrada gratuita para crianças e trabalhadores em datas comemorativas, como no fim de ano, dia das crianças e dia do trabalho

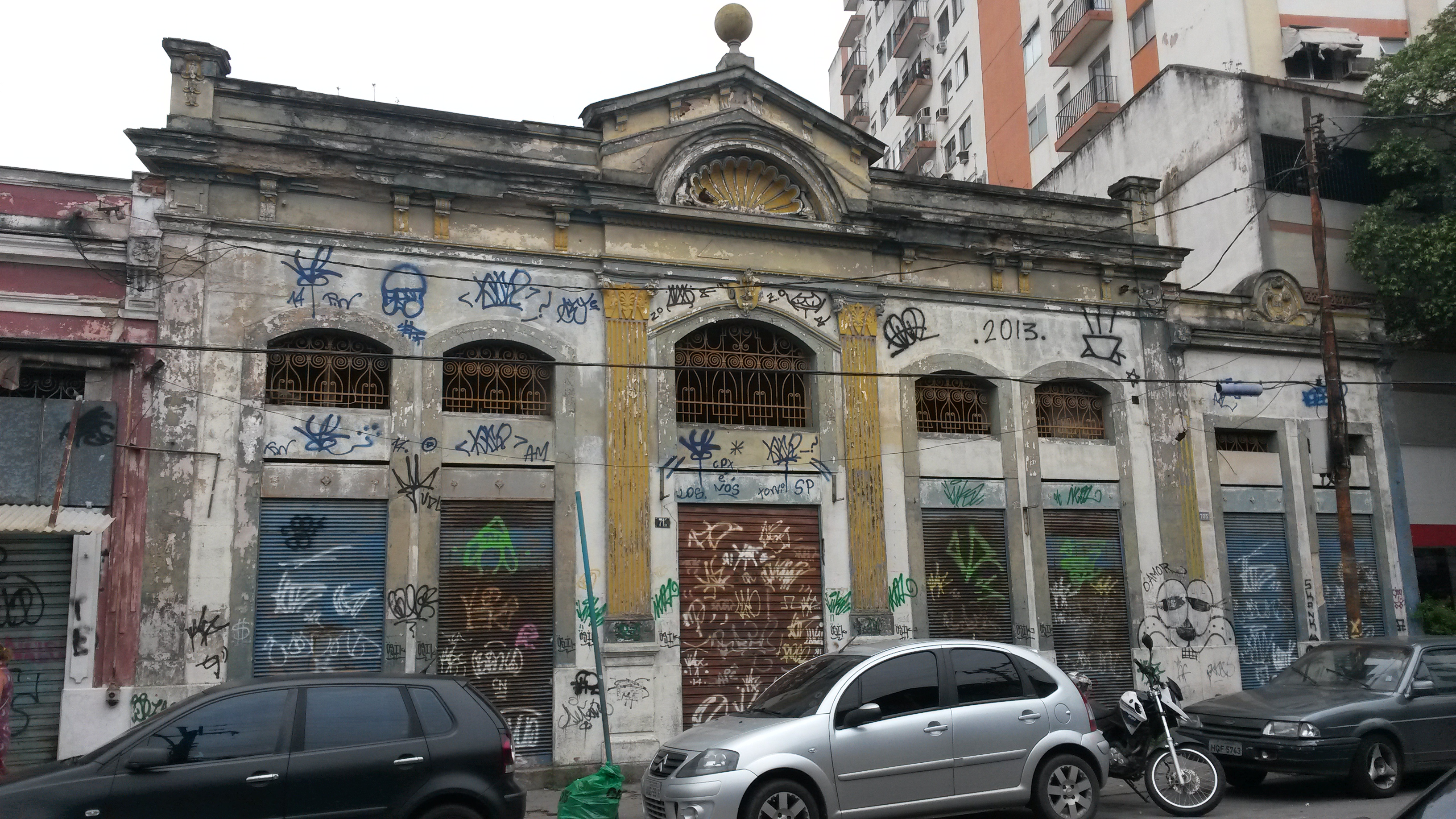
Cine Oriente abandonado em 2016

No Início dos anos 1960 o Cine Oriente encerrou suas atividades, poucos anos após a morte de seu dono D. V. Caruso. Seu nome passou a batizar em 1971 uma rua paralela ao antigo cinema. Sem a devida proteção de órgãos manutenção patrimoniais, desativado e sem manutenção, o antigo Cinema Oriente permaneceu abandonado por décadas, até que parte de seu telhado desabou após um temporal em 2020, ano de seu centenário.

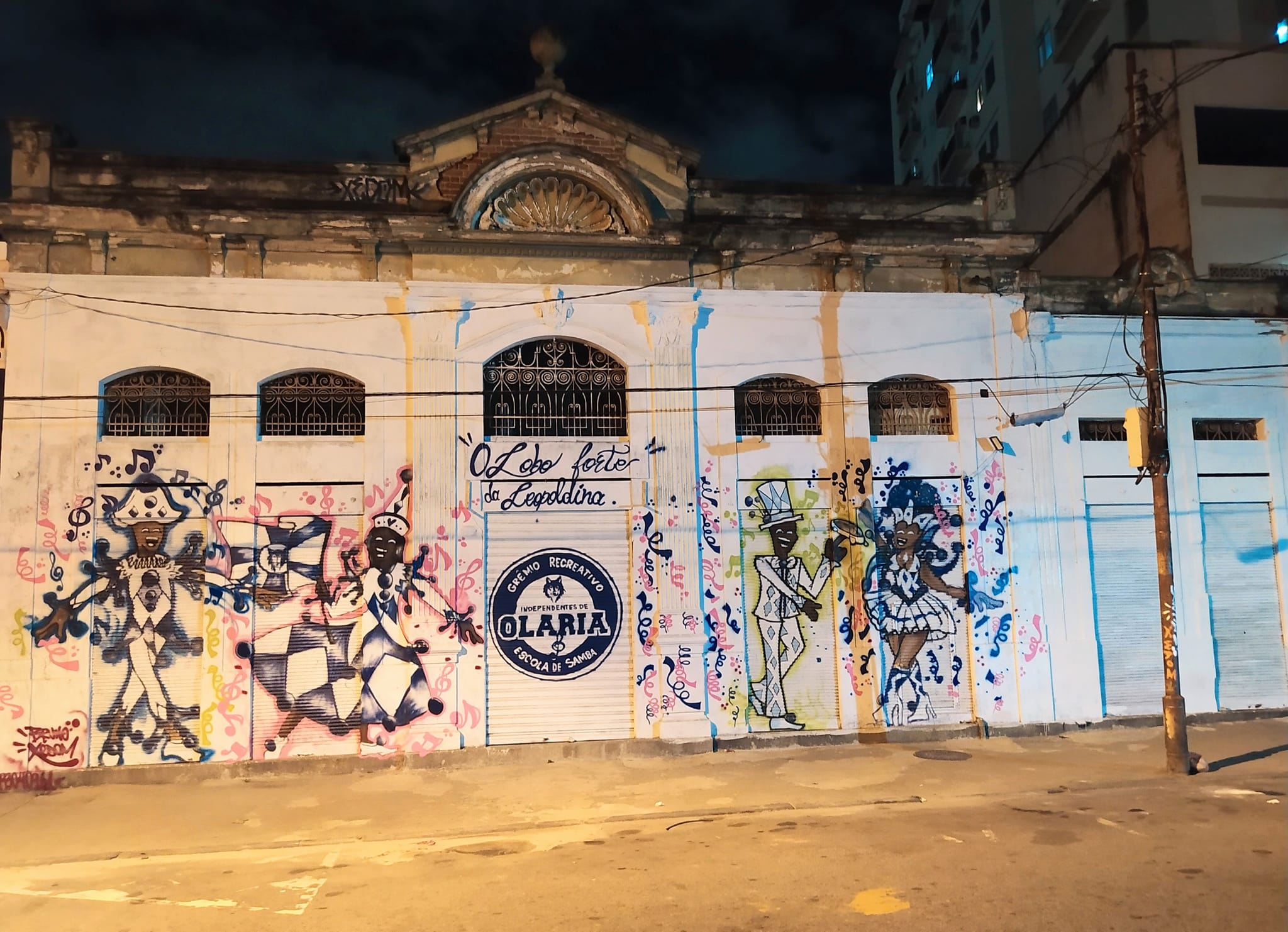
A fachada da atual quadra da Independentes de Olaria (2022)

Atualmente, o espaço é um dos poucos cinemas de rua do Rio que ainda é utilizado com fim cultural, sendo utilizado como sede da escola de samba GRES Independentes de Olaria. Assim como seus tempos áureos da década de 20, está sendo utilizado para fomentar a cultura carnavalesca da cidade do Rio de Janeiro.
1. 1 2 3 4  Lima, Lais Lucena de (2020). «Casa de Artes de Olaria: reativação de um centro de bairro». UFRJ. TRABALHO FINAL DE GRADUAÇÃO II: p. 2. Consultado em 24 de julho de 2025

1. ↑  «Homenagem a miss Olaria». A Noite: p. 3. 19 de abril de 1929
2. ↑  «Localização Cine Oriente». O Jornal. O Jornal: p. 13. 21 de junho 1929
3. ↑  Rio de Janeiro, Prefeitura (24 de julho de 2025). «Alteração nome rua». Rua rio. Consultado em 24 de julho de 2025
4. ↑  Ferraz, Talith (24 de dezembro de 2012). «Comunicação e sociabilidade nos cinemas de estação, cineclubes e multiplex do subúrbio carioca da Leopoldina». Pontifícia Universidade Católica de São Paulo. Galáxia. 24: p. 132. Consultado em 24 de Julho de 2025
5. ↑  "Cine%20oriente"&pasta=ano%20192&hf=memoria.bn.gov.br&pagfis=11584 «Inauguração do cine oriente». A Razão. Jornal A Razão. 1360: p. 8. 16 de setembro de 1920. Consultado em 23 de julho de 2025
6. 1 2 3 4  GONZAGA, Alice (1993). Palácio e Poeiras. Rio de Janeiro: Funarte. p. p. 98
7. 1 2  LEITE, Ferreira Sidney (2005). Cinema Brasileiro: das origens à retomada. São Paulo: Fundação Perseu Abramo. p. p. 30
8. 1 2  "Cinetheatro%20Oriente"&pasta=ano%20192&hf=memoria.bn.gov.br&pagfis=13326 «Estreia do Palco Cine-Theatro Oriente». Correio da Manhã. Correio da Manhã (8713): 5. 14 de janeiro de 1923. Consultado em 24 de julho de 2025
9. ↑  «Organizada a Companhia Alvaro Peres». O Brasil: p. 5. 20 de janeiro de 1923
10. ↑  «O Festival de Alvaro Pinto». Jornal theatro & sport: p. 4. 13 de dezembro de 1923
11. ↑  «Teatro de Amadores no Cine-Theatro Oriente». O Jornal: p. 15. 16 de dezembro de 1924
12. ↑  «O Festival de hoje no Cine-Theatro Oriente». O Jornal: p. 11. 19 de dezembro de 1924
13. ↑  «Festa Orfeão Português». A Rua: p. 2. 9 de dezembro de 1926
14. 1 2  «Carnaval estação de Olaria». O Paiz: p. 5. 20 de janeiro de 1921
15. 1 2 3  «O dia dos Ranchos na leopoldina». O Imparcial: p. 11. 15 de fevereiro de 1928
16. ↑  «Sessões cinematográfica hoje e amanhã». A Noite: p. 4. 15 de dezembro de 1925
17. ↑  «Nos suburbios da leopoldina». Correio da Manhã: p. 3. 12 de outubro de 2026
18. ↑  «Festejos do dia do trabalho». A manhã. 30 de abril de 1946
19. ↑  «Festividades de 1º de maio». A Manhã: p. 3. 17 de abril de 1948
20. ↑  «Morte D. V. Caruso» (PDF). Cine Reportér: p. 1. 5 de outubro de 1957. Consultado em 24 de julho de 2025
21. ↑  Rio de janeiro, Prefeitura (24 de julho de 2025). «Rua Vassalo Caruso». Ruas rio. Consultado em 24 de julho de 2025
22. ↑  Lima, Lais Lucena (fevereiro de 2024). «Os cinemas de estação de Olaria e Ramos*». Revista Novos Diálogos Suburbanos. 1 (4): p. 1. Consultado em 24 de julho de 2025
23. ↑  «GRES Independentes de Olaria · R. Dr. Alfredo Barcelos, 705/711 - Olaria, Rio de Janeiro - RJ, 21060-691, Brasil». GRES Independentes de Olaria · R. Dr. Alfredo Barcelos, 705/711 - Olaria, Rio de Janeiro - RJ, 21060-691, Brasil. Consultado em 24 de julho de 2025